# Bob Hayes
Robert Lee „Bob“ Hayes (20. prosince 1942 Jacksonville, Florida – 18. září 2002 Jacksonville, Florida) byl americký atlet, sprinter, dvojnásobný olympijský vítěz.

## Sportovní kariéra
Hayes jako malý běhal se svým bratrem Ernestem, který trénoval na boxéra. Studoval na střední škole Matthewa W. Gilberta v Jacksonville, a tam hrál Hayes za fotbalový tým. V letech 1660-1664 studoval na Floridské zemědělské a mechanické univerzitě. V roce 1962 vytvořil světový rekord v běhu na 100 yardů časem 9,2, který o rok později ještě vylepšil na 9,1. Jako první člověk na světě zaběhl trať 60 yardů v hale pod 6 sekund (5,9). Na olympiádě v Tokiu v roce 1964 zvítězil v běhu na 100 metrů časem 10,0 (elektronicky 10,05). Byl také členem vítězné štafety USA na 4 x 100 metrů, která v olympijském finále vytvořila nový světový rekord časem 39,0. Krátce po olympiádě ukončil atletickou kariéru a stal se hráčem amerického fotbalu. Od roku 1965 Hayes začal hrát profesionálně fotbal jako široký přijímač pro Dallas Cowboys, po dobu 10 sezón. S Cowboys vyhrál v roce 1972 Super Bowl.
V letech 1962 až 1964 mu byla vypočítána rychlost 11,4 až 12,0 m/s (41,0 až 43,2 km/h), což byl tehdejší neoficiální rychlostní rekord v lidském sprintu.